# Oskar Niedermayer

Oskar Niedermayer (2014)

Oskar Niedermayer (* 22. August 1952 in Schönau/Odenwald) ist ein deutscher Politikwissenschaftler. Er leitete von 1993 bis 2017 das Otto-Stammer-Zentrum der Freien Universität Berlin. Am dortigen Otto-Suhr-Institut war er als Hochschullehrer tätig. Schwerpunkte seiner Forschung sind politische Einstellungen und Verhaltensweisen, Parteienforschung und Wahlforschung.

## Leben
Oskar Niedermayer besuchte von 1959 an die Volksschule in Schönau, von der er 1963 an das Hohenstaufengymnasium in Eberbach wechselte, wo er 1971 sein Abitur bestand. Im gleichen Jahr begann er ein Studium der Betriebswirtschaftslehre an der Universität Mannheim. 1973 wechselte Oskar Niedermayer das Fach und studierte Volkswirtschaftslehre und Politikwissenschaft in Mannheim.
Das Diplom in Volkswirtschaftslehre zum Thema Analyse der wissenschaftlichen Diskussion über soziopolitische Wirkungen multinationaler Unternehmen in Entwicklungsländern bestand er mit der Note „sehr gut“. 1982 wurde er bei Max Kaase mit der Dissertation Europäische Parteien? Zur grenzüberschreitenden Interaktion politischer Parteien im Rahmen der Europäischen Gemeinschaft zum Dr. phil. (summa cum laude) promoviert. Anschließend habilitierte er sich im Fach Politikwissenschaft.
Bei seiner Forschung und Lehre konzentriert sich Oskar Niedermayer auf das politische System Deutschlands, vergleichende Regierungslehre (Westeuropa und USA), politische Soziologie, Europaforschung sowie auf Methoden der Politikwissenschaft.

## Wissenschaftliche Laufbahn
Niedermayer war von 1977 bis 1978 Doktorand und geprüfte wissenschaftliche Hilfskraft an der Fakultät für Sozialwissenschaften der Universität Mannheim, dort war er ab 1978 bis 1983 Wissenschaftlicher Mitarbeiter am Lehrstuhl für politische Wissenschaft und International Vergleichende Sozialforschung. Ebenfalls an der Fakultät für Sozialwissenschaften der Universität Mannheim war Niedermayer von 1983 bis 1988 Hochschulassistent und von 1988 bis 1993 Hochschuldozent.
Von Januar 1988 bis März 1993 war Oskar Niedermayer Direktor des Zentrums für Europäische Umfrageanalysen und Studien (ZEUS) am Mannheimer Zentrum für Europäische Sozialforschung (MZES). Im Wintersemester 1989/90 hatte er einen Lehrauftrag an der Universität Kaiserslautern. Im Wintersemester 1991/92 hatte er eine Lehrstuhlvertretung an der Universität Konstanz bei Gerhard Lehmbruch inne. Im Sommersemester 1992 und Wintersemester 1992/93 hatte er eine Lehrstuhlvertretung bei Klaus von Beyme, Universität Heidelberg inne.
Seit April 1993 ist Niedermayer Professor für Politische Wissenschaft an der FU Berlin und begann im Wintersemester 1994/95 die Tätigkeit als Dozent im Rahmen des Weiterqualifizierungsprogramms brandenburgischer Lehrer für den Bereich „Politisches System Deutschlands“.
Im Juli 2017 wurde Niedermayer emeritiert.

## Mitgliedschaften
- Deutsche Vereinigung für Politische Wissenschaft
- Deutsche Gesellschaft für Politikwissenschaft
- Deutsche Vereinigung für Parlamentsfragen
- Arbeitskreis Europäische Integration
- International Political Science Association
- American Political Science Association
- Work Group on Elections and Parties,
- Committee on Political Sociology, IPSA/ISA
- 2021 Netzwerk Wissenschaftsfreiheit.[2]

## Inhaltliche Angaben zu seinen Werken

### Bürger und Politik
In dem Buch Bürger und Politik von Oskar Niedermayer untersucht er die Normen und die politischen Orientierungen der Bürger. Er gibt damit einen weiten Überblick auf das Feld politischer Interessen und staatsbürgerlicher Emanzipation, dem Verhalten des Bürgers gegenüber der politischen Führungsebene und ihrer Institutionen, des Konzeptes und der Idee der Demokratie sowie des Grundgesetzes. Die Verfassungswirklichkeit und die Haltung der Bevölkerung zu ihrer Nation und Mitbürgern sind ebenso Schwerpunkte seiner Forschung wie die verschiedenen Arten politischen Verhaltens, d. h. die individuell unterschiedliche Verarbeitung von politischen Informationen, sowie politischer Partizipation, also Beteiligung an Wahlen und Unterstützung von Parteien.

### Stand und Perspektiven der Parteienforschung in Deutschland
(Hrsg.; zus. mit R. Stöss). 1993
Das Buch Stand und Perspektiven der Parteienforschung in Deutschland erschien 1993 in Zusammenarbeit mit Richard Stöss, 1993 Privatdozenten am Zentralinstitut für Sozialwissenschaftliche Forschung an der Freien Universität Berlin. Defizite, Leistungen und Zukunftsaufgaben der deutschen Parteien gehören zu den Forschungsfeldern, die in diesem Buch behandelt werden. Untersucht werden die westdeutschen Bundestagsparteien sowie der Strukturwandel im Parteiensystem der DDR. Die Rolle der Parteien wird aus historischer Perspektive dargestellt und Fragen zu innerparteilicher Demokratie untersucht. Systematisch stellt er die wichtigsten Aspekte der Parteienforschung dar und zieht Bilanz.

### Die öffentliche Meinung zur zukünftigen Gestalt der EU
Analysen zur europäischen Verfassungsdebatte, Band 4. 2003
Der Bürger und sein Verhältnis zur Europäischen Union, sowie der geplanten Verfassung, sind die zentralen Aspekte der Studie, mit der sich Oskar Niedermayer in diesem Buch befasst. Aus politikwissenschaftlicher Sicht untersucht er weiter die Themen wie Bürgernähe, Vorstellungen der Bürger, Vertrauen der Bürger in die europäischen Institutionen.
Im Mittelpunkt seiner Analyse steht die öffentliche Meinung der Deutschen zur Europäischen Union und vergleicht diese mit den anderen Mitgliedsstaaten der EU. Die Stärkung des europäischen Parlaments, sowie die Berechtigung des EU-Parlaments den EU Ratspräsidenten zu wählen, sieht er als Fortschritt hin zu einer breiten Unterstützung der EU durch ihre Bürger.

## Werke
- 1979: Multinationale Konzerne und Entwicklungsländer, Königstein/Ts.: Hain.
- 1983: Europäische Parteien? Zur grenzüberschreitenden Interaktion politischer Parteien im Rahmen der Europäischen Gemeinschaft, Frankfurt/New York: Campus.
- 1987: Neumitglieder in der SPD, Neustadt: Verlag Neue Pfälzer Post (Hrsg.; zus. mit K. Reif und H. Schmitt).
- 1989: Innerparteiliche Partizipation, Opladen: Westdeutscher Verlag.
- 1993: Stand und Perspektiven der Parteienforschung in Deutschland, Opladen: Westdeutscher Verlag (Hrsg.; zus. mit R. Stöss).
- 1994: Wahlen und europäische Einigung, Opladen: Westdeutscher Verlag (Hrsg.; zus. mit H. Schmitt).
- 1994: Parteien und Wähler im Umbruch, Opladen: Westdeutscher Verlag (Hrsg.; zus. mit R. Stöss).
- 1994: Politische Strukturen im Umbau, Berlin: Akademie-Verlag (Hrsg.; zus. mit H. Naßmacher u. H. Wollmann).
- 1995: Public Opinion and Internationalized Governance, Oxford: Oxford University Press (Hrsg.; zus. mit R. Sinnott).
- 1996: Politische Kultur in Ost- und Westdeutschland, unveränd. Nachdruck d. 1. Aufl., Opladen: Leske + Budrich (Hrsg., zus. mit K. von Beyme).
- 1996: Politisches System. KSPW-Berichte zum sozialen und politischen Wandel in Ostdeutschland, Bd. 3, Opladen: Leske + Budrich (zus. mit M. Kaase, A. Eisen, O.W. Gabriel u. H. Wollmann).
- 1996: Intermediäre Strukturen in Ostdeutschland, Opladen: Leske + Budrich (Hrsg.).
- 1997: Parteiensysteme in postkommunistischen Gesellschaften Osteuropas, Opladen: Westdeutscher Verlag (Hrsg.; zus. mit D. Segert u. R. Stöss).
- 1997: Parteiendemokratie in Deutschland, Bonn: Bundeszentrale für politische Bildung und gleichzeitig Opladen: Westdeutscher Verlag (Hrsg., zus. mit O.W. Gabriel u. R. Stöss).
- 1999: Die Parteien nach der Bundestagswahl 1998, Opladen: Leske + Budrich (Hrsg.).
- 2000: Demokratie und Partizipation, Opladen: Westdeutscher Verlag (Hrsg., zus. mit Bettina Westle).
- 2001: Bürger und Politik, Opladen: Westdeutscher Verlag.
- 2001: Parteiendemokratie in Deutschland, 2. akt. u. erw. Aufl., Bonn: Bundeszentrale für politische Bildung (Hrsg., zus. mit O.W. Gabriel u. R. Stöss).
- 2002: Parteiendemokratie in Deutschland, 2. vollst. überarb. u. aktual. Aufl., Bonn/Opladen: Bundeszentrale für politische Bildung/Westdeutscher Verlag (Hrsg., zus. mit O.W. Gabriel u. R. Stöss).
- 2003: Die öffentliche Meinung zur zukünftigen Gestalt der EU, Bonn: Europa Union Verlag.
- 2003: Die politischen Parteien nach der Bundestagswahl 2002. Opladen: Leske + Budrich (Hrsg.).
- 2005: Bürger und Politik. – 2. akt. u. erw. Aufl. Wiesbaden. VS Verlag für Sozialwissenschaften.
- 2005: Die Europawahl 2004. Wiesbaden: VS Verlag für Sozialwissenschaften (Hrsg., zusammen mit H. Schmitt)
- 2006: Die Parteiensysteme Westeuropas. Wiesbaden: VS Verlag für Sozialwissenschaften (Hrsg., zus. mit R. Stöss und M. Haas).
- 2009: Die Zukunft der Mitgliederpartei. Budrich, Opladen  (Hrsg., zus. mit E. Wiesendahl und Uwe Jun), ISBN 978-3-86649-204-2.